# 隔宿露營
隔宿露營，簡稱宿營，是指某機構在外舉辦、長達多日、並且過夜的活動，多見於學校。與露營相對，宿營於室內地方住宿，但參與者亦會參與戶外營地的活動。

## 香港的宿營活動
香港的宿營活動大多為學校（大多為中學和大學）的戶內活動，小學升中前最後一次旅行亦多為兩日一夜宿營，大學的迎新、教會團體的退修、商業機構的訓練或集思會亦會於宿營營地舉辦。營地亦歡迎公眾人士入營度假。
香港有專用的宿營營地，營地由非牟利團體或康樂及文化事務署管理，營地包括戶外設施（如攀石牆、射箭場、繩網陣、燒烤場等等）和戶內設施（如食堂、營舍、多用途活動室等等），營舍設有床位。香港宿營營地近40個，主要集中於新界郊外地區（如西貢）和離島（如長洲）。
宿營活動時間通常為兩天一夜或三天兩夜。入營通常為下午，離營時間為中午。租用營地入營後，營地會有職員介紹營地措施和入營須知。每天有數位職員留宿。
宿營營地團體會提供早、午、晚的膳食，亦提供宵夜和燒烤食物。
與度假屋相比，度假屋多以商業營運，提供設施不多，亦不提供膳食。但宿營營地須預訂，預訂時間為一星期甚至一個月，度假屋大部份時間可即訂即住。

## 台灣的宿營活動
宿營是常見於台灣學校的活動，包含於國民中學二年級的學生們所參加的學校活動，或各大專院校於新學年開學後，為歡迎新生而舉辦的戶外聯誼活動，多為各學系的學生會（系學會）自行舉辦。
舉辦於國中時代的宿營通常由旅行社所聘請的活動隊來帶領學生們，以露營的形式進行，學習如何搭帳篷、綁繩結，並有烤肉、團康等活動。活動時間為兩天一夜。有些學校會因為之前的隔宿露營曾經發生過意外，或者不願意負擔其責任，所以而不願舉辦隔宿露營。有些學校的隔宿露營會有學生自行炊煮食物、米飯，並提供食材，但現今台灣已很少學校會叫學生自行炊煮米飯。普遍認定，中學生宿營最大的目的是要讓學生們「適應團體生活」及「認識彼此」。
大專院校的宿營，主要由多項康樂活動組成，旨在讓新生相互認識，可溯源至1970年代間救國團的一系列康輔活動。此類宿營經常令人有所疑慮，包含：
(一)收費方面：
收費對大專院校學生而言過高，且盈餘多回饋到主辦方（「學長姐」）身上。
(二)內容方面：
活動內容過於色情，如虎尾科大自動化工程系2015年與中臺科大護理系合辦的迎新宿營，活動名稱命名為「護相自慰，淫蕩兩夜」，過程中高喊「第六小隊任你騎，無套中出你最行」等語。又如2014年海洋大學輪機工程
系宿營遊戲有參與者裸露上身、屁股。